# Isidrogalvia
Isidrogalvia Ruiz & Pav. – rodzaj wieloletnich geofitów ryzomowych z rodziny kosatkowatych. Obejmuje 6 gatunków występujących na obszarze od Wenezueli do Boliwii.
Nazwa naukowa rodzaju została nadana na cześć Isidro Galveza, ilustratora botanicznego, towarzyszącego autorom rodzaju w ekspedycji do Peru i Chile w latach 1777–1788. 

## Systematyka
Pozycja rodzaju według Angiosperm Phylogeny Website (aktualizowany system APG III z 2009)Należy do rodziny kosatkowatych (Tofieldiaceae), rzędu żabieńcowców (Alismatales) w kladzie jednoliściennych (ang. monocots).
Wątpliwości systematycznePrzynależność rodzaju do rodziny kosatkowatych nie jest jednoznaczna. Angiosperm Phylogeny Website nie wymienia go na liście rodzajów w tej rodzinie, niemniej wskazuje go w charakterystyce tej rodziny.
The Plant List (2011) klasyfikuje Isidrogalvia do rodziny melantkowatych (Melanthiaceae), podobnie Global Biodiversity Information Facility i The International Plant Names Index. The Checklist of Selected Plant Families Kew Gardens klasyfikuje rodzaj do rodziny kosatkowatych.
USDA GRIN klasyfikuje ten rodzaj do rodziny kosatkowatych, podając jednak informację, że w innych ujęciach bywa on klasyfikowany do innych rodzin: liliowatych, melantkowatych, łomkowatych.
Gatunki
- Isidrogalvia duidae (Steyerm.) Cruden
- Isidrogalvia falcata Ruiz & Pav.
- Isidrogalvia longiflora (Rusby) Cruden & Dorr
- Isidrogalvia robustior (Steyerm.) Cruden
- Isidrogalvia schomburgkiana (Oliv.) Cruden
- Isidrogalvia sessiliflora (Hook.) Cruden